# McNary (Arizona)
McNary (apatxe occidental Chaabitoʼ) és una concentració de població designada pel cens dels Estats Units a l'estat d'Arizona. Segons el cens del 2000 tenia 349 habitants.

## Demografia
Segons el cens del 2000, McNary tenia 349 habitants, 91 habitatges, i 73 famílies La densitat de població era de 24,5 habitants/km².
Dels 91 habitatges en un 63,7% hi vivien nens de menys de 18 anys, en un 44% hi vivien parelles casades, en un 31,9% dones solteres, i en un 18,7% no eren unitats familiars. En el 16,5% dels habitatges hi vivien persones soles l'1,1% de les quals corresponia a persones de 65 anys o més que vivien soles. El nombre mitjà de persones vivint en cada habitatge era de 3,84 i el nombre mitjà de persones que vivien en cada família era de 4,18.
Per edats la població es repartia de la següent manera: un 48,7% tenia menys de 18 anys, un 7,4% entre 18 i 24, un 30,7% entre 25 i 44, un 9,5% de 45 a 60 i un 3,7% 65 anys o més.
L'edat mediana era de 19 anys. Per cada 100 dones de 18 o més anys hi havia 86,5 homes.
La renda mediana per habitatge era de 4.375 $ i la renda mediana per família de 0 $. Els homes tenien una renda mediana de 36.875 $ mentre que les dones 18.375 $. La renda per capita de la població era de 2.917 $. Aproximadament el 78,9% de les famílies i el 86,4% de la població estaven per davall del llindar de pobresa.

## Poblacions més properes
El següent diagrama mostra les poblacions més properes.